# Lyn (cantante)
Lyn, pseudonimo di Lee Se-jin (이세진?; 9 novembre 1981), è una cantante sudcoreana.

## Carriera
Lyn fu scoperta da un'agenzia musicale e debuttò, inizialmente con il nome di nascita Lee Se-jin, con un album che ebbe pochissimo successo e le cui vendite non furono rilevanti. A causa del flop, la cantante decise di prendersi del tempo per allenarsi nel canto e tornò sul mercato nel 2002, con il nuovo pseudonimo di Lyn ed un album intitolato Have You Ever Have A Broken Heart?. Fu questo album che segnò il suo ingresso trionfale nel mondo del k-pop, e la designò come una delle migliori cantanti R&B della Corea del Sud per quell'anno. Dopo un'altra pausa di due anni, Lyn pubblicò il secondo album Can U See The Bright, trascinato dal successo delle vendite del singolo 사랑했잖아 (Ma noi amavamo), che superarono le vendite dell'album precedente. La canzone fu cantata anche come cover dal cantante Lee Seung-gi, che la inserì nel suo album del 2006. Il 7 marzo 2007, dopo aver pubblicato il terzo album One & Only Feeling nel 2005 ed un album di cover intitolato Misty Memories nel 2006, Lyn pubblicò il suo quarto album, che vendette 15 358 copie nel primo mese dalla sua pubblicazione, arrivando secondo nella classifica di vendite mensile della Music Industry Association of Korea. Dopo averle fatto ottenere ancora una volta il titolo di miglior cantante solista R&B dell'anno, le vendite dell'album si smorzarono e raggiunsero appena le 25 171 copie.

## Discografia

### Album in studio
- 2000 – My First Confession
- 2002 – Have You Ever Had Heart Broken?
- 2004 – Can U See the Bright
- 2005 – One and Only Feeling
- 2007 – The Pride of the Morning
- 2009 – Let Go, Let In, It's a New Day
- 2009 – 6½ New Celebration
- 2010 – 6th Part 2 'Candy Train'
- 2014 – Le Grand Bleu
- 2015 – 9X9th